# 369297 Nazca
369297 Nazca este o planetă minoră (asteroid) din centura de asteroizi. A fost descoperită pe 23 septembrie 2009 la  de  și a fost numită după Liniile Nazca. 
Obiectul prezintă o orbită caracterizată de o semiaxă mare de 2,6196087716892 UAi, o excentricitate de 0,24768891077265, o înclinație de 5,492655825475 ° în raport cu ecliptica.